# Porttelefonen
Porttelefonen är en svensk kortfilm från 1986 i regi av Richard Looft. I rollerna ses bland andra Michael Druker, Lena Endre och Björn Granath.

## Handling
En ljum vårkväll cyklar en yngling genom Stockholm för att träffa sin flickvän. Kvällen blir dock inte som han har tänkt sig då kärleken är obesvarad.

## Rollista
- Michael Druker	– Jimmy
- Lena Endre – Eva Andersson
- Björn Granath – bilist som kör på Jimmy
- John Svensson	– påkörd cyklist
- Carl Billquist – radiopolis
- Sten Hellström – Evas granne
- Sonja Looft – arg grannkvinna som hotar med polis
- Asko Kivistö – nattvandrare
- Katarina Weidhagen – flicka i röd jacka
- Kjell Tovle – tidningsbud
- Gunilla Röör

## Om filmen
Filmen producerades av Daniel Alfredson för Bild- & ljudproduktion med produktionsstöd från Garantinämnden för kort- och barnfilm. Manus skrevs av Michael Druker och filmen spelades in i Stockholm med Dan Myhrman som fotograf. Filmen klipptes av Christer Furubrand.